# Cochlidiosperma stamatiadae
Cochlidiosperma stamatiadae là một loài thực vật có hoa trong họ Mã đề. Loài này được (M.A.Fisch. & Greuter) D.Y.Hong & S.Nilsson mô tả khoa học đầu tiên năm 1983.